# Покровский, Николай Александрович
Никола́й Алекса́ндрович Покро́вский (1896—1961) — советский российский театральный актёр и режиссёр. Народный артист СССР (1959).

## Биография
Николай Покровский родился 17 (29) декабря 1896 года в Калуге (по другим источникам — в Малоярославце Калужской губернии).
Актёрскую деятельность начал на сцене Калужского театра в 1919 году. В 1921—1923 годах работал в Туле, затем Архангельске, Симферополе, Киеве, Воронеже. В 1934—1935 годах играл в Свердловском театре драмы, где в 1935 году поставил свой первый спектакль «Без вины виноватые» А. Н. Островского.
С сезона 1938—1939 года — актёр и режиссёр, с 1940 — художественный руководитель Смоленского драматического театра (ныне — имени А. С. Грибоедова), с 1945 — Горьковского театра драмы им. М. Горького
В 1957—1961 годах — главный режиссёр Сталинградского драматического театра им. М. Горького.
Умер 23 февраля (по другим источникам — 22 февраля) 1961 года в Сталинграде (ныне Волгоград). Похоронен на Димитриевском кладбище (уч. №3).

## Награды и звания
- Заслуженный артист РСФСР (1944)
- Народный артист РСФСР (1949)
- Народный артист СССР (1959)
- Орден Трудового Красного Знамени (1949)[5]
- Медали.

## Творчество

### Роли в театре
- «Любовь Яровая» К. А. Тренёва — боцман Кобза
- «Мой друг» Н. Ф. Погодина — Гай[2]
- «Платон Кречет» А. Е. Корнейчука — Платон Иванович Кречет
- «Без вины виноватые» А. Н. Островского — Григорий Незнамов
- «Горе от ума» А. С. Грибоедова — Александр Андреевич Чацкий
- «Ревизор» Н. В. Гоголя — Хлестаков
- «Иван Грозный» А. Н. Толстого — Иван Васильевич Грозный
- «Живой труп» Л. Н. Толстого — Фёдор Васильевич Протасов
- «Укрощение строптивой» У. Шекспира — Петруччо
- «Отелло» У. Шекспира — Яго
- «Женитьба Белугина» А. Н. Островского и Н. Я. Соловьёва — Андрей Белугин
- «На дне» М. Горького — Барон
- «Варвары» М. Горького — Черкун
- «Иванов» А. П. Чехова — Иванов
- «Борис Годунов» А. С. Пушкина — Борис Годунов
- «Хищница» по О. де Бальзаку — Бридо

### Постановки в театре
- 1935 — «Без вины виноватые» А. Н. Островского
- 1943 — «Варвары» М. Горького[2]
- 1946 — «Дачники» М. Горького
- 1951 — «Егор Булычов и другие» М. Горького
- 1951 — «Достигаев и другие» М. Горького
- 1957 — «Сомов и другие» М. Горького
- 1957 — «Кремлёвские куранты» Н. Ф. Погодина
- 1958 — «Бег» М. А. Булгакова
- 1959 — «Третья патетическая» Н. Ф. Погодина
- 1958 — «Воскресение» по Л. Н. Толстому
- «Олеко Дундич» А. Г. Ржешевского и М. А. Каца